# Protaetia aeruginosa
Protaetia aeruginosa es una especie de escarabajo del género Protaetia, familia Scarabaeidae. Fue descrita científicamente por Drury en 1770.

## Distribución
Especie nativa de la región paleártica. Habita en Europa, el Mediterráneo, Balcanes, Croacia (Dalmacia), Alemania, Francia, Ucrania, Grecia, Austria, Bosnia y Herzegovina, Bielorrusia, Hungría, Polonia y Siria.

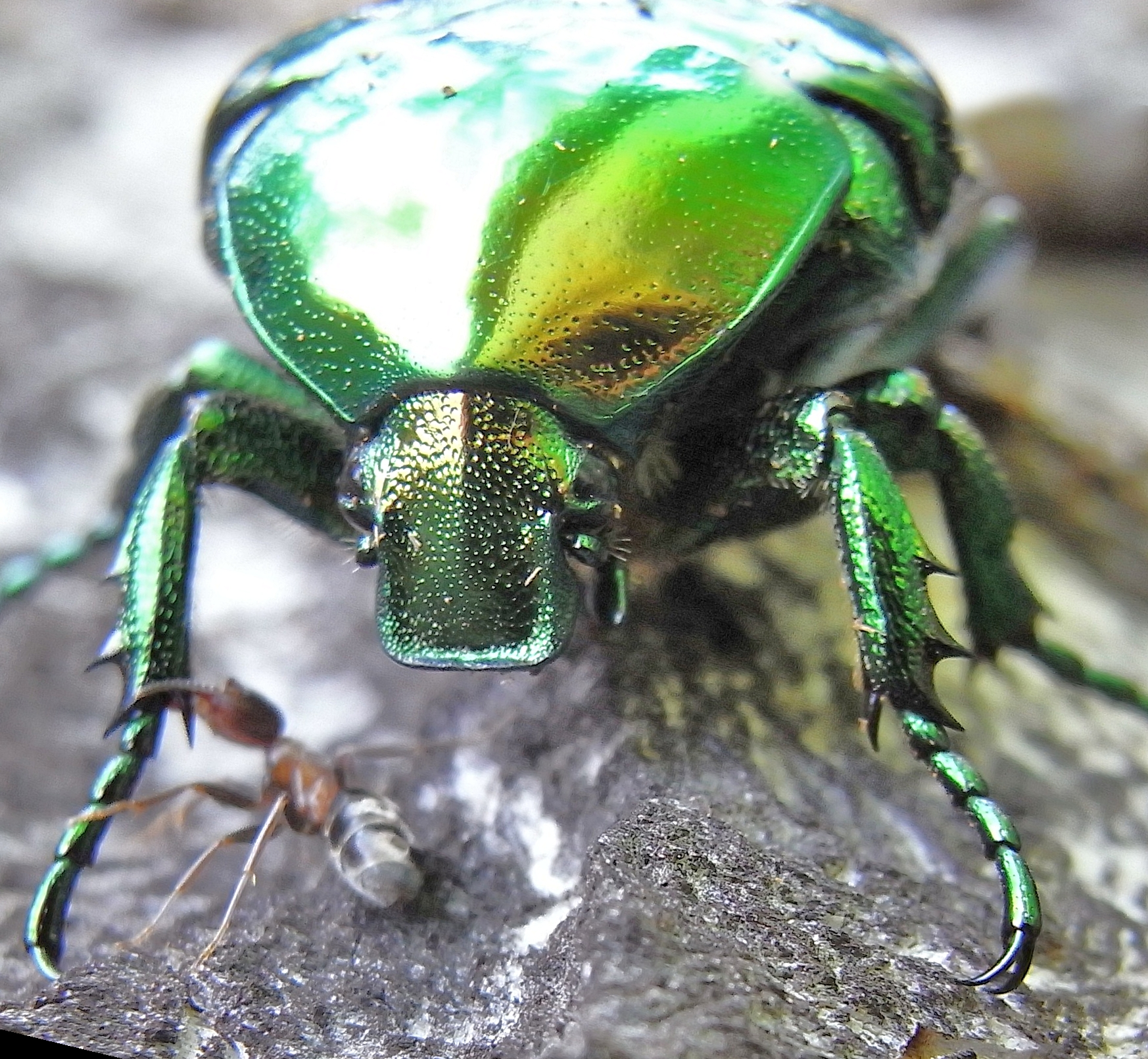
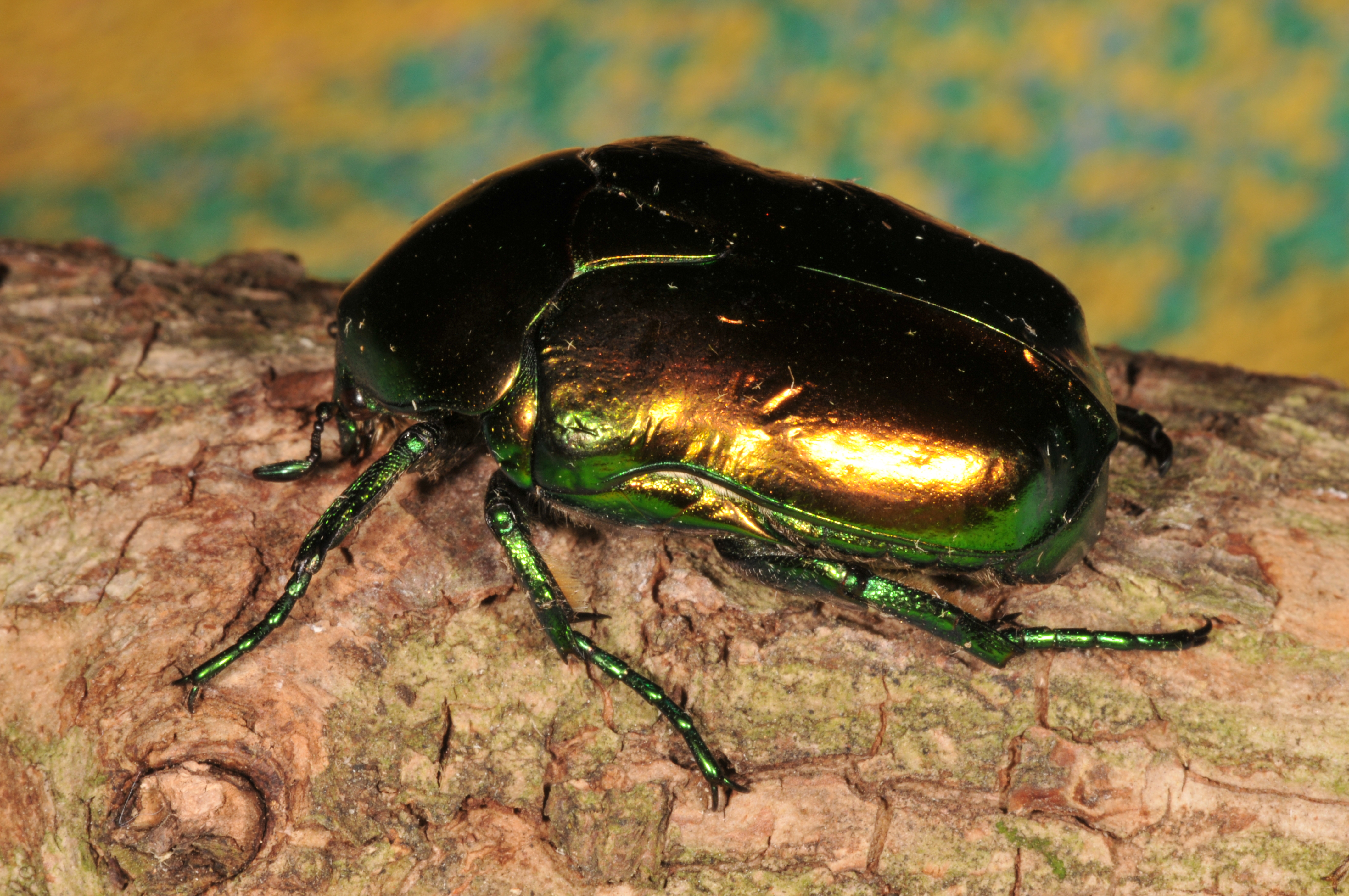
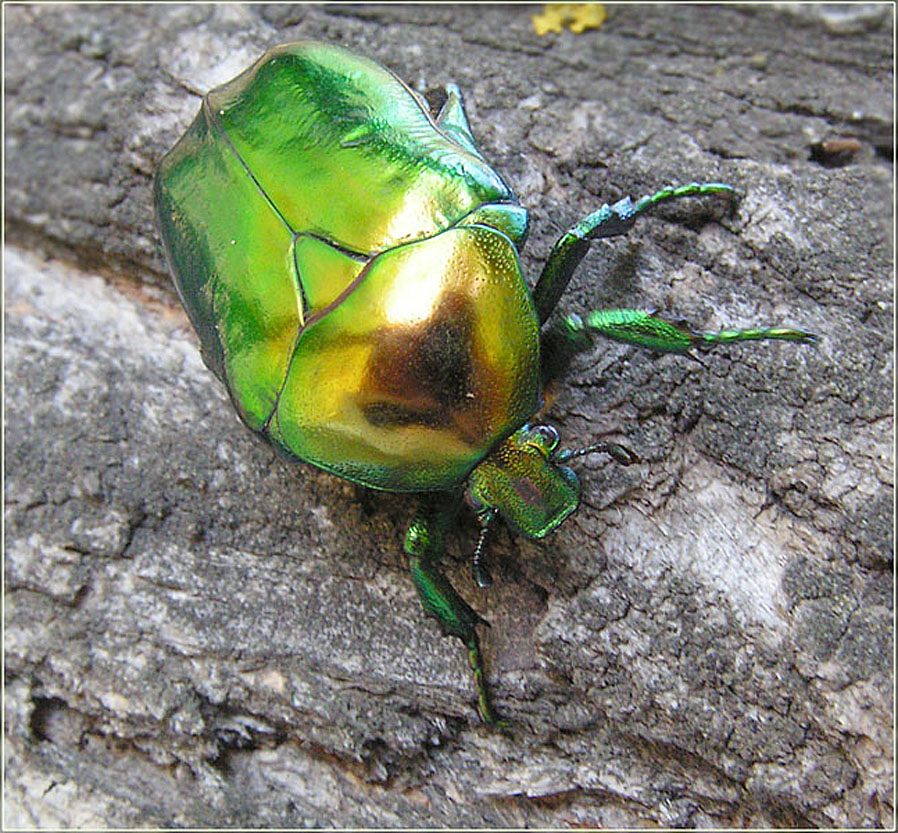
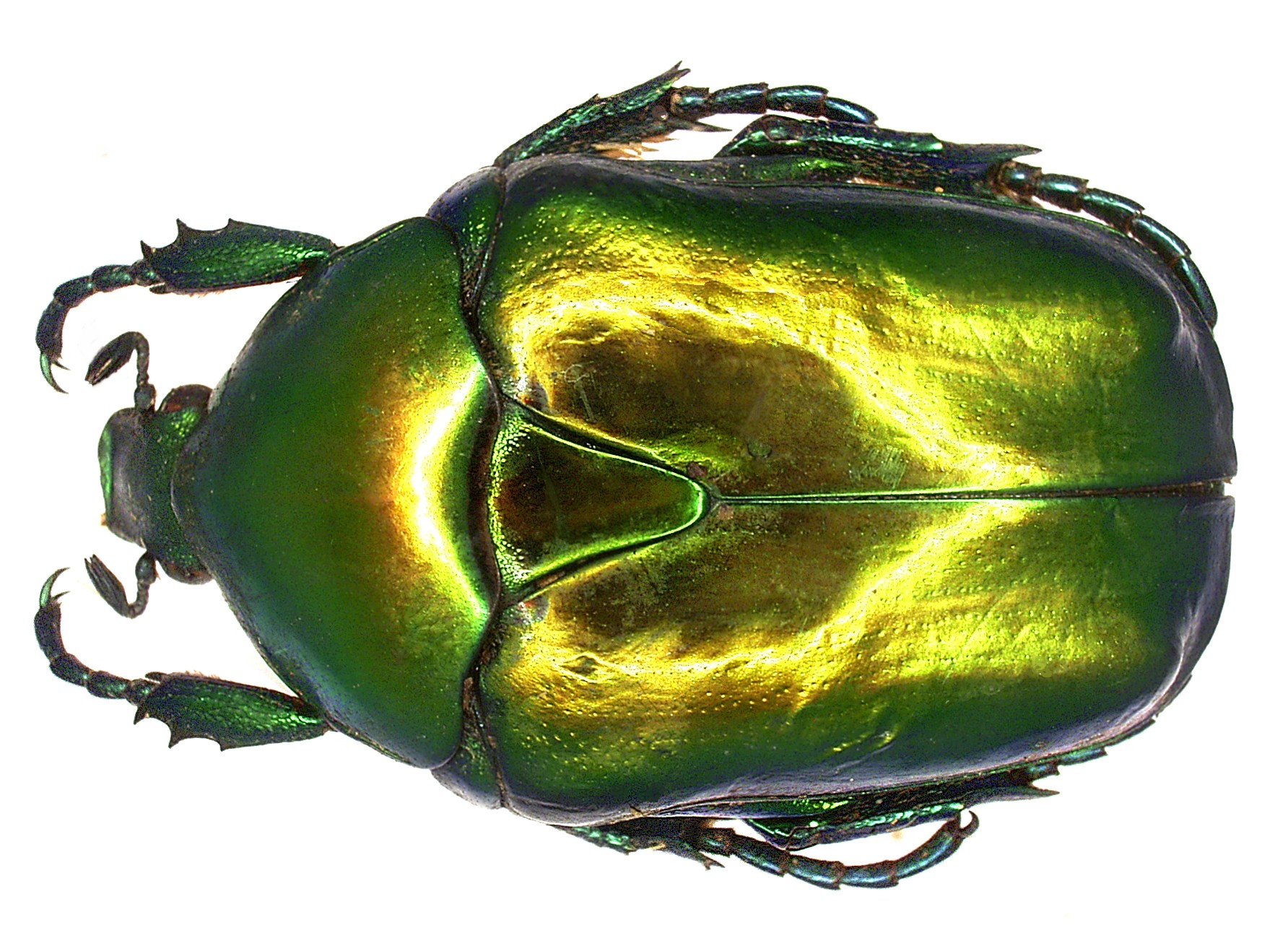
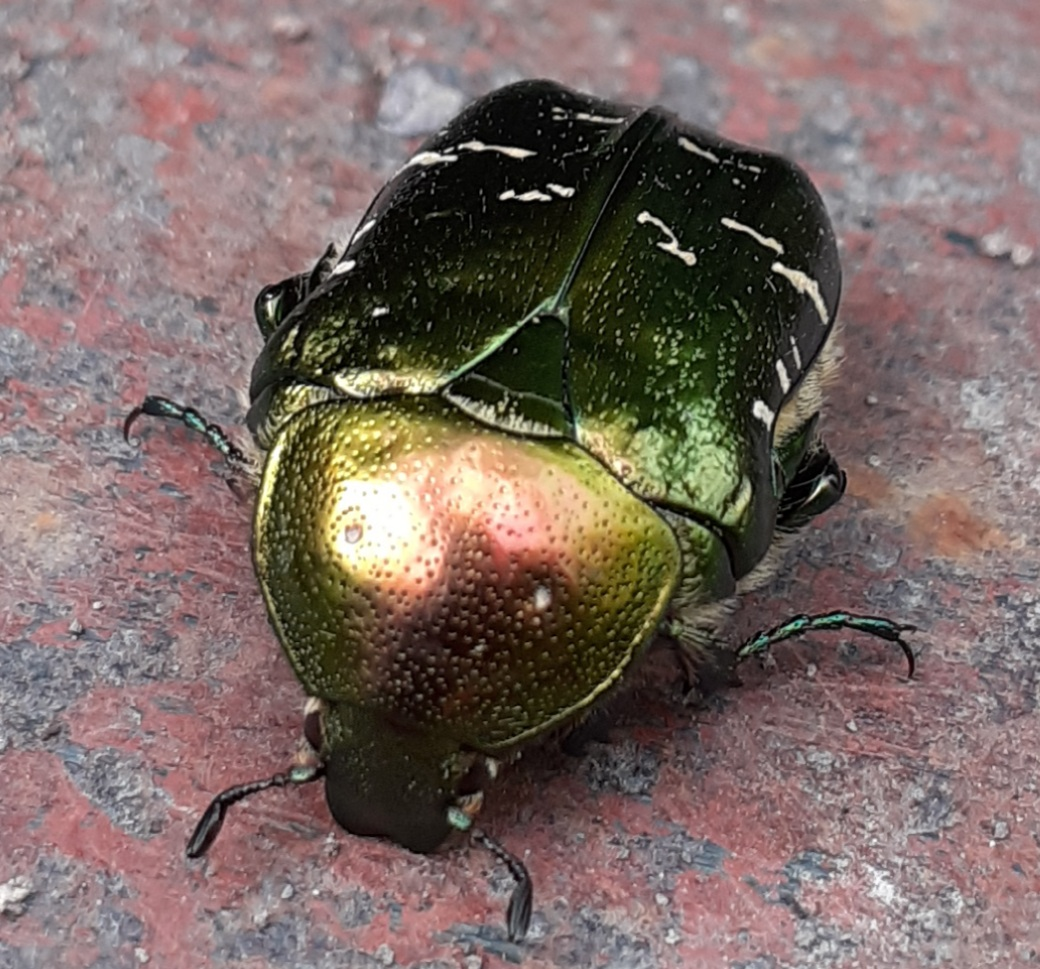